# Onofre Marimón
 Onofre Marimón  va ser un pilot de curses automobilístiques argentí que va arribar a disputar curses de Fórmula 1.
Fill del també pilot català establert a l'Argentina Domingo Marimón (1903–1981), Onofre Marimon va néixer el 23 de desembre del 1923 a Zárate, Argentina. Va morir el 31 de juliol del 1954 en un accident a les qualificacions pel GP d'Alemanya disputat al circuit de Nürburgring.

## A la F1
Va debutar a la segona temporada de la història del campionat del món de la Fórmula 1, l'any 1951, disputant l'1 de juliol del 1951 el GP de França, que era la quarta prova de la temporada.
Onofre Marimon va participar en dotze curses (amb 2 podis) puntuables pel campionat de la F1, disputats en tres temporades diferents, 1951, 1953 i 1954.

## Resultats a la Fórmula 1
| Any  | Equip                     | Xassís   | Motor    | 1       | 2   | 3       | 4       | 5     | 6        | 7       | 8       | 9       | Posició | Punts |
| ---- | ------------------------- | -------- | -------- | ------- | --- | ------- | ------- | ----- | -------- | ------- | ------- | ------- | ------- | ----- |
| 1951 | Scuderia Milano           | Maserati | Milano   | SUI     | 500 | BEL     | FRA Ret | GBR   | ALE      | ITA     | ESP     |         | -       | 0     |
| 1953 | Officine Alfieri Maserati | Maserati | Maserati | ARG     | 500 | HOL     | BEL 3   | FRA 9 | GBR Ret  | ALE Ret | SUI Ret | ITA Ret | 11è     | 4     |
| 1954 | Officine Alfieri Maserati | Maserati | Maserati | ARG Ret | 500 | BEL Ret | FRA Ret | GBR 3 | ALE Mort | SUI     | ITA     | ESP     | 13      | 4,14  |

### Resum
| Curses: | Victòries: | Pòdiums: | Poles: | Voltes ràpides: | Punts: |
| ------- | ---------- | -------- | ------ | --------------- | ------ |
| 12      | 0          | 2        | 0      | 1               | 8,14   |